# Christian Harrison
Christian Harrison, född 29 maj 1994 i Shreveport, Louisiana, är en amerikansk tennisspelare. Han har varit rankad som världens bästa fjortonåring. Hans storebror är tennisspelaren Ryan Harrison, och deras far är det före detta tennisproffset Pat Harrison.